# Eduardo Hernando Nieto
 (mars 2011).
Si vous disposez d'ouvrages ou d'articles de référence ou si vous connaissez des sites web de qualité traitant du thème abordé ici, merci de compléter l'article en donnant les références utiles à sa vérifiabilité et en les liant à la section « Notes et références ».
Pour les articles homonymes, voir Nieto.
Eduardo Hernando Nieto, né à en 1968 à Lima, est un philosophe, écrivain et analyste politique péruvien.
Théoricien politique péruvien, réactionnaire inspiré par Leo Strauss, Carl Schmitt et la révolution conservatrice allemande, grand admirateur de la métapolitique. Écrivain de presse, analyste et théoricien du droit, il est professeur à l'université catholique pontificale du Pérou et professeur de philosophie politique de l'unité doctorale de l'université Federico Villarreal et de l'université nationale principale de San Marcos, à Lima.
Disciple de l'internationaliste néo-conservateur Francisco Tudela, de l'anthropologue guénonien Fernando Fuenzalida, et du théoricien Fernando de Trazegnies, opposé à l'idéologie des Droits de l'homme, il est l'auteur de livres de théorie politique et juridique : "En pensant dangereusement - la pensée réactionnaire et la démocratie délibérative" (2000) et "En déconstruisant la légalité" (2003). Il a publié une cinquantaine d'articles traitant de philosophie politique, de théorie du droit et de la démocratie, au Pérou, au Mexique, en Argentine ou encore au Chili. Il a écrit comme chroniqueur réactionnaire, défenseur des idées de l'Ordre et de la Tradition dans les journaux Expreso et La Razón de Lima.

## Biographie
Eduardo Hernando Nieto a étudié le droit à l'université catholique pontificale du Pérou, avant de consacrer ses études doctorales à la théorie politique et à la philosophie de l'État dans des universités suisses et anglaises. En 1999, il devient docteur en philosophie de l'université nationale principale de San Marcos à Lima. Ses premiers travaux sont consacrés à la métapolitique et à la critique du libéralisme, suivant la ligne réactionnaire de Joseph de Maistre, Juan Donoso Cortés et le théoricien antilibéral Carl Schmitt. Il développa une critique sérieuse des institutions libérales depuis le milieu des années 1990, durant lesquelles il publie ses premiers articles académiques, en particulier contre la théorie politique de John Rawls.
Sa philosophie présente des influences gnostiques et irrationalistes, avec une certaine inspiration maurrassienne. On peut le classifier comme nationaliste gnostique. En cela, on note la forte influence autant de Fernando Fuenzalida que de la philosophie de Leo Strauss. Ses positions polémiques sur l'idéologie des droits de l'homme et le système de libre-marché sont connues.

#### Textes en ligne
- (es) Contre les droits de l'homme comme idéologie bourgeoise
- (es) Arguments anti-libéraux